# Benito García
Benito García Cano, né le 3 avril 1915 à Honrubia de la Cuesta (Castille et León, Espagne) et mort le 24 août 1999 à Barcelone (Catalogne, Espagne), est un footballeur espagnol reconverti en entraîneur.

## Biographie
Il commence à jouer au Betis de Cuatro Caminos. Il joue ensuite au Rayo Vallecano en 1934, puis au FC Cartagena de 1935 à 1940. 
En 1940, il est recruté par le FC Barcelone. Jusqu'en 1945, il joue 58 matchs de championnat. Avec Barcelone, il gagne la Coupe d'Espagne en 1942 et le championnat d'Espagne en 1945.
À partir de 1947, il devient entraîneur de diverses équipes catalanes comme l'UE Sant Andreu (1947-1951), le Terrassa FC, le CE Manresa, le CE Europa, le CF Badalona et Mataró, dernier club qu'il entraîne en 1961.
Il est également entrepreneur. Avec Mariano Martín, il ouvre un magasin d'articles de sport qui est connu sous le nom de Benito Sports.

## Palmarès
Avec le FC Barcelone :
- Vainqueur de la Coupe d'Espagne en 1942
- Champion d'Espagne en 1945